# حسن أوزديمير
حسن أوزديمير (بالتركية: Hasan Kemal Özdemir)‏ هو لاعب كرة قدم تركي في مركز الدفاع، ولد في 9 فبراير 1964 في سينوب في تركيا. شارك مع منتخب تركيا تحت 21 سنة لكرة القدم ومنتخب تركيا لكرة القدم. أما مع النوادي، فقد لعب مع أضنة دمير سبور وألانيا سبور ونادي فنربخشة.

## وصلات خارجية
- حسن أوزديمير على موقع اتحاد تركيا (لاعب) (الإنجليزية)
- حسن أوزديمير على موقع اتحاد تركيا (مدرب) (الإنجليزية)
- حسن أوزديمير على موقع قاعدة بيانات كرة القدم.إي يو (الإنجليزية)
- حسن أوزديمير على موقع عالم كرة القدم.نت (الإنجليزية)